# Monique David-Ménard
Monique David-Ménard es una filósofa y ensayista francesa. Es profesora emérita de la Universidad París-Diderot. Directora del Centro de estudios del vivir, psicoanalista miembro asociada de la Sociedad de Psicoanálisis Freudiano.

## Biografía
En 1978 realizó su tesis doctoral de psicopatología clínica y psicoanálisis Pour une épistémologie de la métaphore biologique en psychanalyse : la conversion hystérique [Para una epistemología de la metáfora biológica en psicoanálisis: la conversión histérica], bajo la dirección de Pierre Fédida, en la Universidad de París VII. En 1990 defendió su tesis de estado en filosofía, Raison et délire, Kant lecteur de Swedenborg [Razón y delirio, Kant lector de Swedenborg], dirigida por Jean-Marie Beyssade, en la universidad París IV. Fue autorizada para supervisar investigaciones doctorales en 1996 (Universidad Paris-Diderot).
Enseña filosofía en las Clases Preparatorias a las Grandes Escuelas, desarrollo investigaciones para el CNRS (1985-1987). Fue profesora en la Universidad París-Diderot (1999-2011).
Ella participó en l’École freudienne de Paris (1979-1980), en el Centre de formation et de recherches psychanalytiques (CFRP) (1982-1994), y actualmente en la Société de psychanalyse freudienne (desde 1994).

## Publicaciones
- Pour une épistémologie de la métaphore biologique en psychanalyse : la conversion hystérique.
- Raison et délire.
- La Folie dans la raison pure. Kant lecteur de Swedenborg, Paris, Vrin, 1990. ISBN 978-2711610372
- Tout le plaisir est pour moi, Paris, Hachette Littératures, 2001.
- Les pulsions sexuelles ignorent-elles l'esprit ?.
- Corps et langage en psychanalyse.
- L'Hystérique entre Freud et Lacan.
- Les constructions de l'universel : psychanalyse, philosophie, Paris, PUF, 1997.
- Deleuze et la psychanalyse, Paris, PUF, 2005.
- Les Constructions de l'universel.
- Éloge des hasards dans la vie sexuelle.